# Proagonistes seyrigi
Proagonistes seyrigi là một loài ruồi trong họ Asilidae. Proagonistes seyrigi được Timon-David miêu tả năm 1951. Loài này phân bố ở vùng nhiệt đới châu Phi.